# Стокей, Нэнси
Нэнси Стокей (англ. Nancy Stokey — Стоуки; род. 8 мая 1950) — американский экономист. Супруга Нобелевского лауреата Р. Лукаса.
Бакалавр экономики (1972) Пенсильванского университета; доктор философии по экономике (1978) Гарвардского университета. Преподавала в Северо-Западном (1978—1990; профессор с 1983) и Чикагском (с 1990) университетах.

## Деятельность
- Член Эконометрического общества, 1987 год;
- Член Американской академии искусств и наук, 1993 год;
- Член Национальной академии наук, 2004 год;
- Почётный доктор права (LL.D.), Университет Западного Онтарио, 2012 год.[2]

Нэнси Стокей была вице-президентом Американской экономической ассоциации в период с 1996 по 1997 год. Она также была членом группы экспертов, созванной для выработки Копенгагенского консенсуса по некоторым ведущим научным проблемам XXI века.
Она занимала редакционные должности в ведущих журналах, таких как Econometrica, The Journal of Economic Growth, Games and Economic Behavior и The Journal of Economic Theory.
Её недавние исследования посвящены теории роста, экономической динамике, фискальной и денежно-кредитной политике.

## Основные произведения
- «Человеческий капитал, качество продукта и экономический рост» (Human Capital, Product Quality, and Growth, 1991);
- «Существуют ли пределы экономического роста» (Are There Limits to Growth? 1998).
- «A Quantitative Model of the British Industrial Revolution, 1780—1850,» Carnegie-Rochester Conference Series on Public Policy, 55 (2001), pp. 55-109.